# Thiva
Thiva (griechisch Θήβα [ˈθiva] (f. sg.), veraltet auch Θήβαι Thíve (f. pl.)) ist eine Stadt in Griechenland an der Stelle des antiken Theben in der Landschaft Böotien.

## Geografie
Thiva ist 90 km nordwestlich von Athen am südlichen Rand der fruchtbaren böotischen Ebene gelegen, nördlich des Kithairon.

## Geschichte
→ Zur Prähistorie und antiken Geschichte siehe Theben (Böotien)
Die schon im 3. Jahrhundert v. Chr. weitgehend zerstörte Stadt, die 125 n. Chr. durch Kaiser Hadrian Besuch erhielt und später u. a. den Kaisern Caracalla und Geta Ehreninschriften errichtete, blühte in der christlichen Spätantike wieder auf. Hier soll der Apostel Lukas begraben liegen. Bischöfe von Theben sind seit dem 4. Jahrhundert bekannt. So nahm der Bischof der Stadt 342 am Konzil von Serdica teil, ebenso Bischof Anysios 431 als Anhänger des Patriarchen Kyrill von Alexandria am Konzil von Ephesos. Ende des 4. Jahrhunderts war die Stadt wieder so stark befestigt, dass der Westgotenkönig Alarich sie nicht angriff. Der oströmische Kaiser Justinian I. ließ die durch das Erdbeben von 551 beschädigten Mauern der Kadmeia erneuern. Im Byzantinischen Reich war Theben die Hauptstadt des im 8. Jahrhundert eingerichteten und Mittelgriechenland umfassenden Themas Hellas. Unter Kaiser Leo VI. erhielt Theben den Status einer eigenständigen Metropole. Beim Vorstoß einer bulgarischen Armee nach Mittelgriechenland kam es 1040 bei Theben zu einer Schlacht, in welcher der Stratege Allakasseus eine Niederlage gegen die Bulgaren erlitt. Im 12. Jahrhundert war Theben ein Handelsstützpunkt der Genuesen und Venezianer sowie ein Wirtschaftszentrum des östlichen Mittelgriechenlands mit berühmter Seidenweberei sowie Purpurfärberei. Es besaß einen größeren Anteil an jüdischen Einwohnern, die vor allem in der Industrie tätig waren und maßgeblich zum Reichtum der Stadt beitrugen. Der Reisende Benjamin von Tudela besuchte um 1160 die etwa 2000 Personen umfassende jüdische Gemeinde Thebens. In dieser Blütezeit verwüsteten die Normannen unter Roger II. von Sizilien 1147 die Stadt und nahmen die Seidenweber zwangsweise nach Palermo mit.
1203 eroberte Leon Sgouros Theben. Nach der im nächsten Jahr erfolgten Ankunft des Heers des Vierten Kreuzzugs zog dieses kampflos in Böotien und Attika ein, während Sgouros sich zurückziehen musste. Der Anführer der Kreuzfahrer, Bonifatius II., wurde König von Thessaloniki, ließ Theben 1204 plündern und belehnte seinen Gefolgsmann Otto de la Roche mit Attika und wohl auch Böotien. Otto wurde Megaskyr (Großherr) von Athen und wahrscheinlich auch von Theben. Er verlor letztere Stadt 1208 an lombardische Ritter, vermochte sie aber mit Unterstützung des lateinischen Kaisers Heinrich rasch wieder in Besitz zu nehmen. 1225 kehrte Otto de la Roche vermutlich in seine Heimat Burgund zurück, und ab etwa 1240 besaßen die Familien de la Roche und Saint-Omer gemeinsam die Kontrolle über Theben. Nikolaus II. von Saint-Omer ließ auf der Kadmeia einen der schönsten Paläste des fränkischen Griechenlands errichten. 1311 wurde die Stadt von den Katalanen erstürmt und Sitz der kurzlebigen Katalanischen Kompanie. Deren kurzzeitiger, hier residierender Anführer Roger Deslaur wurde Herzog von Athen. In dieser Zeit richteten Erdbeben schwere Schäden in Theben an. Von 1363 bis 1378 war die Stadt erstmals durch türkische Truppen besetzt. 1394 fiel Theben an Antonio I. Acciaiuoli. Dessen Familie übte fortan die Herrschaft über die Stadt aus, bis diese unter die Kontrolle des Osmanischen Reichs kam. Auch im 14. Jahrhundert war Theben noch eine blühende Wirtschaftsmetropole und Handelsstadt.
Der türkische Sultan Murad II. hielt in Theben 1447 Hof. Die Osmanen erlaubten noch Franco II. Acciaiuoli, im Besitz der Stadt zu verbleiben. Nachdem sie aber endgültig die Macht über Griechenland übernommen hatten, verfiel das seit 1460 unter ihrer Kontrolle stehende Theben und wurde von Livadia überflügelt. Es gehörte in dieser Zeit unter dem Namen Thiva zum Sandschak Egribos und zählte etwa 8000 Einwohner. Während der griechischen Befreiungskämpfe war die Stadt ab 1821 mehrfach Schauplatz kriegerischer Handlungen und wurde u. a. 1821 von Athanasios Diakos erobert und 1822 von Mahmud Dramali Pascha verwüstet. Reschid Pascha eroberte sie im Juni 1826 und zerstörte sie fast gänzlich. Nahe Thiva fanden auch 1829 die letzten erfolgreichen Kämpfe der Griechen statt, durch die sie sich von der türkischen Oberherrschaft lösen konnten. Thiva kam nun an das Königreich Griechenland. Weitere Verwüstungen erlitt es durch Erdbeben in den Jahren 1853 und 1893. Danach wurde Thiva neu aufgebaut.

## Wirtschaft und Verkehr
Das ländliche Mittelzentrum bildet ein Handelszentrum vor allem für die landwirtschaftlichen Produkte des Umlandes. Obwohl die Stadt und ihre Umgebung zahlreiche antike Stätten aufzuweisen hat, ist die Bedeutung des Tourismus wegen der Nähe bekannterer Anziehungspunkte wie Athen und Delphi gering.
Thiva ist durch die Autobahn 1 mit Athen und Thessaloniki verbunden. Der Bahnhof von Thiva liegt an der Bahnstrecke Piräus–Thessaloniki.
Seit den 2000er Jahren hat  der Seekabelhersteller Hellenic Cables hier eine Produktionsstätte.

## Sehenswürdigkeiten
- Archäologisches Museum Theben
- mykenische Gräber
- Ruinen des Tempels des Apollon Isminios
- Quelle der Agii Theodori, im Altertum als Quelle des Odipus bekannt war.
- Quelle der Dirke bei der Kreuzfahrer-Zisterne,
- byzantinische Kirche Agia Fotini
- unterirdische frühchristliche Kirche Agia Katherina
- Kirche des Evangelisten Lukas auf dem 1. Friedhof, (mit der Reliquie aus dem 13. Jh. mit dem Leichnam des Evangelisten)

## Persönlichkeiten
- Ioannis Ktistakis (* 1971), Jurist